# Beschorneria calcicola
Beschorneria calcicola är en sparrisväxtart som beskrevs av García-mend. Beschorneria calcicola ingår i släktet Beschorneria och familjen sparrisväxter. Inga underarter finns listade i Catalogue of Life.